# 格利澤1224
格利泽1224是一顆位於巨蛇座附近的紅矮星，距離地球約26光年。